# Colegio Vizconde de Puerto Seguro
El Colegio Vizconde de Puerto Seguro (anteriormente Deutsche Schule - en español: "Escuela Alemana" -  o Ginásio Brasileiro-Alemão, frecuemente mencionada como Porto Seguro o simplemente CVSP) es una tradicional escuela privada de la ciudad de São Paulo, Brasil, ubicada en el distrito de Morumbi al lado del estadio de Morumbi. La escuela fue oficialmente reconocida por el gobierno brasileño en 1935.
La escuela fue elegida, en el 2001, como la mejor escuela de São Paulo por la revista Veja. Hoy existen varias unidades relacionadas con ella. Según Deutsche Welle, el CVSP es la mayor escuela alemana del mundo con casi once mil alumnos en el 2009.